# Michle
Michle (en allemand : Michl) est un quartier pragois situé dans le sud-ouest de la capitale tchèque, appartenant à l'arrondissement de Prague 4, d'une superficie de 551,2 hectares est un quartier de Prague. En 2018, la population était de 20 904 habitants.
La ville est devenue une partie de Prague en 1922.

## Histoire de Michle
La première référence à Michle date de 1185 dans le Codex de Vyšehrad.

## Bâtiments remarquables
On trouve des bâtiments art nouveau, fonctionnalistes ainsi que des constructions modernes.
- Eglise de la naissance de Sainte Marie. Elle date de 1724. Elle est un Monument culturel en Tchéquie.
- Synagogue de Michle. Située à proximité du ruisseau  Botič. Elle a été construite au début du XVIII. Elle est devenue une église hussite.
- Filadelfie est un bâtiment en forme d'ellipse de 17 étages au-dessus du sol et 6 sous le sol. Sa construction a duré du printemps 2008 à juin 2010.